# Resolutie 1358 Veiligheidsraad Verenigde Naties
Resolutie 1358 van de Veiligheidsraad van de Verenigde Naties werd op 27 juni 2001 met instemming
door de leden van de VN-Veiligheidsraad aangenomen.

## Achtergrond
Kofi Annan werd in 1938 geboren in Ghana en genoot opleidingen in Europa en de
Verenigde Staten. Daarna werkte hij decennialang in dienst van de Verenigde Naties. In 1996 werd
hij verkozen om Boutros Boutros-Ghali op te volgen als secretaris-generaal
en in 2001 werd hij in die functie herkozen voor een tweede ambtstermijn. Er wordt hem toegeschreven de
organisatie nieuw leven te hebben ingeblazen en in 2001 kreeg hij ook de Nobelprijs voor de Vrede voor zijn
werk. Na 2006 werd Kofi Annan opgevolgd door de Zuid-Koreaan Ban Ki-moon.

## Inhoud
De Veiligheidsraad:
- Overwoog over de kwestie in verband met de aanbeveling van de secretaris-generaal van de Verenigde Naties.
- Beveelt de Algemene Vergadering aan Kofi Annan aan te stellen als secretaris-generaal voor een tweede ambtstermijn van 1 januari 2002 tot 31 december 2006.

## Verwante resoluties
- Resolutie 1090 Veiligheidsraad Verenigde Naties (1996)
- Resolutie 1091 Veiligheidsraad Verenigde Naties (1996)
- Resolutie 1715 Veiligheidsraad Verenigde Naties (2006)
- Resolutie 1733 Veiligheidsraad Verenigde Naties (2006)

Lijst ·  1335 ·  1336 ·  1337 ·  1338 ·  1339 ·  1340 ·  1341 ·  1342 ·  1343 ·  1344 ·  1345 ·  1346 ·  1347 ·  1348 ·  1349 ·  1350 ·  1351 ·  1352 ·  1353 ·  1354 ·  1355 ·  1356 ·  1357 ·  1358 ·  1359 ·  1360 ·  1361 ·  1362 ·  1363 ·  1364 ·  1365 ·  1366 ·  1367 ·  1368 ·  1369 ·  1370 ·  1371 ·  1372 ·  1373 ·  1374 ·  1375 ·  1376 ·  1377 ·  1378 ·  1379 ·  1380 ·  1381 ·  1382 ·  1383 ·  1384 ·  1385 ·  1386